# Leurus caeruliventris
Leurus caeruliventris là một loài tò vò trong họ Ichneumonidae.